# Henry Crozier Keating Plummer
Henry Crozier Keating Plummer (24 de octubre de 1875 – 30 de septiembre de 1946) fue un astrónomo británico, especializado en la estructura de cúmulos estelares.

## Educación y primeros años
Nacido en Oxford, Plummer era hijo de William Edward Plummer (1849–1928) y sobrino del notable astrónomo John Isaac Plummer. Se educó en la Saint Edward's School y después en el Hertford College. Después de completar sus estudios en física, pasó a ser profesor de matemática en el en Owen's College de Mánchester.

## Carrera
En 1900 empezó a trabajar como ayudante en el Observatorio Radcliffe de Oxford, donde su padre había servido anteriormente. Durante los doce años siguientes permaneció ligado a Radcliffe,  incluyendo su desplazamiento de un año al Observatorio Lick en calidad de miembro investigador. En 1912 fue nombrado Profesor Andrews de Astronomía en el Trinity College de Dublín, aparejado con el título de Astrónomo Real de Irlanda, siendo el último titular de ambas posiciones.
En 1921 se incorporó a la Universidad Militar de Ciencias en Woolwich como profesor de matemática, donde permaneció hasta su retiro en 1940. Presidió la Sociedad Astronómica Real desde 1939 hasta 1941. 
Durante su carrera contribuyó a la Carte du Ciel, publicando numerosos artículos científicos. Sus investigaciones incluyeron observaciones fotométricas de estrellas variables de periodo corto, y de las pulsaciones radiales de las cefeidas variables. En 1911 desarrolló una función potencial gravitacional que se suele usar para modelizar cúmulos globulares y galaxias con simetría esférica, conocida como potencial de Plummer. En 1918 publicó su obra An Introductory Treatise on Dynamical Astronomya. También realizó estudios sobre la historia de la ciencia, y formó parte del comité de la Royal Society creado para publicar los papeles de Isaac Newton.

## Premios y honores
- Miembro de la Royal Society en 1920.[5]
- Socio de la Sociedad Astronómica Real, 1899.

## Eponimia
- El cráter lunar Plummer lleva este nombre en su memoria.[6]

## Publicaciones
- On the Theory of Aberration and the Principle of Relativity, 1910, Monthly Notices of the Royal Astronomical Society, v. 70, p.252-266